# Okręg wyborczy Midlothian and Peebles Northern
Okręg wyborczy Midlothian and Peebles Northern powstał w 1918 r. i wysyłał do brytyjskiej Izby Gmin jednego deputowanego. Okręg obejmował część hrabstw Midlothian i Peeblesshire w Szkocji. Został zlikwidowany w 1950 r.

## Deputowani do brytyjskiej Izby Gmin z okręgu Midlothian and Peebles Northern
- 1918–1922: John Augustus Hope, Partia Konserwatywna
- 1922–1923: George Hutchison, Partia Konserwatywna
- 1923–1924: Andrew Clarke, Partia Pracy
- 1924–1929: George Hutchison, Partia Konserwatywna
- 1929–1929: Andrew Clarke, Partia Pracy
- 1929–1943: John Colville, Partia Konserwatywna
- 1943–1945: David King Murray, Partia Konserwatywna
- 1945–1950: lord John Hope, Partia Konserwatywna